# Rättskraft
Rättskraft innebär att domstolsbeslut som vunnit laga kraft är slutgiltigt och inte kan omprövas i nya rättegångar.
Bestämmelser om rättskraft finns bland annat i rättegångsbalken kap 17 kap. 11 §:
Dom äge, sedan tid för talan utgått, rättskraft, såvitt därigenom avgjorts den sak, varom talan väckts.. Domen äge ock rättskraft, i vad den innefattar prövning av fordran, som åberopats till kvittning. Ej må fråga, som sålunda avgjorts, ånyo upptagas till prövning. Om särskilda rättsmedel gälle vad därom är stadgat.

## Positiv och negativ rättskraft
Sedan gammalt har man skilt emellan två olika rättskraftsfunktioner:
den negativa och den positiva funktionen. 
Med rättskraftens negativa funktion förstår man domens verkan att hindra ny process och dom över samma sak, som redan genom domen blivit avgjord. På civilrättens område är utgångpunkten 17 kap. 11 § rättegångsbalken, medan utgångspunkten avseende brottmål är 30 kap. 9 § rättegångsbalken. Inom förvaltningsrätten är huvudregeln att endast gynnande beslut vinner negativ rättskraft. Den negativa rättskraften benämns i vissa fall res judicata; begreppsmässigt mest passande civilrättens (se om sak, i den mening som framgår av 13 kap. 2–3 § och 17 kap. 11 § rättegångsbalken), medan begreppet ne bis in idem (dvs. förbud mot processföring och dömande efter en brottmålsdom vunnit laga kraft). 
Avsaknaden av negativ rättskraft är inte positiv rättskraft. Positiv rättskraft är en helt annan typ av rättsverkningar hänförbara till besluts indirekta effekt.
Rättskraftens positiva funktion innebär att en dom eller ett beslut i en process har prejudiciell verkan. Inom tvistemål är ett vanligt exempel den positiva rättskraft en lagakraftvunnen fastställelsedom (t.ex. fastställelse om bättre rätt till viss egendom) har för en fullgörelsetalan (dvs. en domstols beslut att bekräfta vad en part med hjälp av Kronofogdemyndigheten kan utkräva), 13 kap. 1–2 §§ rättegångsbalken. Konstruktionen i förvaltningsmål är rättsföljdsmässigt lik tvistemål. Fällande dom i brottmål kan ha prejudiciellt värde för målsägandens skadeståndsanspråk – ett s.k. enskilt anspråk, 22 kap. rättegångsbalken. 
Rättskraftens semipositiva funktion brukar användas som begrepp för att särskilja en doms betydelse för dess parter (vilken kan ha positiv rättskraft), från en doms potentiella betydelse för utomstående parter (som brukar kallas prejudikatvärde). 

## Rättskraftens vidd
Rättskraften omfattar endast själva domsluten och inte skälen för dessa, så kallade domskälen. Det följer däremot av sakens natur att domskälen har betydelse för en doms semipositiva rättskraft. 

## Domstols behandling av rättskraftiga domar
Domstol har att själva säkra att rättskraften respekteras och följs, 34 kap. 1 § rättegångsbalken. 